# Кимитваль Антоніна Олександрівна
Кимитва́ль Антоніна Олександрівна (чук. Кымъытваал, рос. Кымытваль Антонина Александровна; *22 квітня 1938, с. Мухоморноє, Анадирський район—29 жовтня 2015) — чукотська поетеса, драматург, перекладач і фольклорист.

## Життєпис
Кимитва́ль народилася в селі Мухоморное Анадирського району в сім'ї оленяра. При народженні дівчинку назвали Руль-тине, але незабаром, після смерті брата-близнюка, її перейменували в Кимитваль (в перекладі «черв'ячок»), для того аби за повір'ям відлякати злих духів. Рано втративши батьків, виховувалася в інтернаті. З десяти років Кимитваль почала писати вірші. В 1958–1959 роках вона навчалась в Анадирському педагогічному училищі. Закінчивши його, працювала в Усть-Бєльській Червоній яранзі. Уже в цей час її вірші друкувалися в журналі «Далекий Схід», в альманасі «На Півночі Далекій», в обласних газетах.
У червні 1957 року в складі чукотсько-ескімоського ансамблю Кимитваль їздила в Москву на VI Всесвітній фестиваль молоді й студентів.
В 1960 році Кимитваль вступила до Вищої партійної школи у Хабаровську, закінчивши яку працювала заступником редактора газети «Радянська Чукотка».
В 1960 році в Магадані вийшла перша книга Кимитваль «Пісні серця» чукотською мовою.
В 1962 рік цей збірник був виданий російською мовою. Другий збірник віршів «Тобі» (1969) відкрив читачеві її задушевну лірику.
В 1968 році виходить її перша дитяча книга віршів «Хто це?». Потім «Непосида» (1974), «Про що співає бубон» (1977). «Це свято веселе — кільвей» (1980). «Зустріч з Умкою» (1983). «Як побудувати ярангу» (1987).
У ці роки ростуть творчі зв'язки Кимитваль із магаданським ляльковим театром, для якого вона написала п'єси «Олень — Золоті Роги», «Свято Сонця», навіяні мотивами чукотських народних казок.
Етапним у творчості поетеси вважається збірник «Слухаючи музику» (1972). Основні мотиви збірника розвиваються в наступних виданнях поетеси: «Моя улюблена квітка» (1982), «Під крилом моєї яранги» (1985), «Полярна муза» (1987). Вийшло 10 збірників віршів чукотською і російською мовами.
Її вірші публікувалися у Франції, Німеччині, Японії, країнах Азії й Африки.
Кимитваль багато їздила Північчю, записуючи народні казки, легенди й музичні твори.
Видано збірник «Чукотські казки, легенди, мелодії».
З 1975 р. письменниця мешкає в Магадані. В пізній період творчості займалась перекладом Євангеліє чукотською мовою. В останні роки публікується лише в періодиці.

## Відзнаки і нагороди
З 1962 року є письменниця членом Спілки письменників.
Нагороджена орденом «Знак Пошани», медаллю «За трудову доблесть».